# È (латиница)
È, è (E с грависом) — буква расширенной латиницы.

## Использование
Во французском языке обозначает открытый звук [ɛ]: père, collège, congrès. В начале слова встречается очень редко (в основном в именах собственных).
В итальянском языке обозначает ударный [ɛ] в конце слова (в словарях и в других позициях). Слово è означает форму глагола essere «быть» (3-е л. ед. ч. наст. вр.).
В каталанском языке буква обозначает открытый ударный [ɛ] в тех случаях, когда без диакритического знака слово следовало бы прочитать с ударением на другом слоге: perquè.
Во вьетнамской письменности и в пиньине È обозначает E с нисходящим тоном.